# Anthomyia nigriceps
Anthomyia nigriceps är en tvåvingeart som först beskrevs av Huckett 1946.  Anthomyia nigriceps ingår i släktet Anthomyia och familjen blomsterflugor.
Artens utbredningsområde är Kalifornien. Inga underarter finns listade i Catalogue of Life.